# Saint-Étienne-Lardeyrol
Saint-Étienne-Lardeyrol is een gemeente in het Franse departement Haute-Loire (regio Auvergne-Rhône-Alpes) en telt 648 inwoners (2004). De plaats maakt deel uit van het arrondissement Le Puy-en-Velay.

## Geografie
De oppervlakte van Saint-Étienne-Lardeyrol bedraagt 11,7 km², de bevolkingsdichtheid is 55,4 inwoners per km².
De onderstaande kaart toont de ligging van Saint-Étienne-Lardeyrol met de belangrijkste infrastructuur en aangrenzende gemeenten.

## Demografie
Onderstaande figuur toont het verloop van het inwonertal (bron: INSEE-tellingen).